# HL Большого Пса
HL Большого Пса (лат. HL Canis Majoris) — карликовая новая, двойная катаклизмическая переменная звезда типа SS Лебедя (UGSS) в созвездии Большого Пса на расстоянии приблизительно 989 световых лет (около 303 парсеков) от Солнца. Видимая звёздная величина звезды — от +15m до +10,5m.

## Характеристики
Первый компонент — аккрецирующий белый карлик спектрального класса pec(UG).